# Света Богородица Одигитрия (Рилски манастир)
 Тази статия е за чудотворната икона на Рилския манастир.  За разрушената църква в Косово над Призрен вижте Света Богородица Одигитрия (църква).  
Иконата „Света Богородица Одигитрия“, известна и като „Света Богородица Осеновица“, се съхранява в главната църква на Рилския манастир „Рождество Богородично“. Иконата преди това е съхранявана в параклиса на Хрельовата кула.
Поверието я счита за „чудотворна“, като е „служела за изцеление и срещу различни болести“ през средновековието.

## Семантика
Иконата на Света Богородица е главен култов обект в Рилския манастир. Тя е изпълнена в иконографския тип Одигитрия. В специални вдлъбнатини около нея са разположени мощи от 32-ма християнски светци, чиито имена са изписани върху метални пластини. В горната ѝ част има надпис „Одигитрия“ (Пътеводителка).

## Произход
В луксозния албум за Рилския манастир Михаил Енев я отнася към ХVІ век, което навежда на хипотезата, че иконата попада в манастира след превземането на Белград (1521), като вероятно за малко пребивава в Цариград.
Според водещата хипотеза за нейната поява иконата е дарение на манастира от Мария Бранкович (известна като Мара Султанката или Мара Царкинята, издействала връщането на мощите на Иван Рилски от Търново в манастира), която е дъщеря на деспот Георги Бранкович. Мария, кръстена на божията майка, дарява иконата на света Богородица на Рилската света обител, съхранила българщината през вековете на османското владичество.
В историографията съществува и версия по поверие и интерпретации от данни в житието на Иван Рилски от Георги Скилица, че иконата е дар за манастира още от Мануил I Комнин – като благодарност за изцелението на императора получено от мощите на Иван Рилски.

## История
Типологията на иконата и подборът на реликви говори несъмнено за това, че тя е правена по специална поръчка от най-високопоставени византийски аристократи в Константинопол (императорско семейство, патриарх). Иконата се изнася на ритуална процесия 2 пъти в годината (на петия ден след Пасха и на 1 август), като двете традиции говорят за православна служба от 14 век, въз основа на стари константинополски процесии, съществували още от времето след основаване на града през 330 година, и за константинополското суеверие, превърнало се в обичай, за водосвет на животворни мощи на светци, посредством които гражданите на Новия Рим се предпазвали от многото болести в столицата през август.
Иконата по всяка вероятност се е озовала в Рилския манастир след превземането на Константинопол (1453) от османските турци. Мара или Мария Бранкова е имала специален интерес към реликвите, намиращи се в Константинопол. Посредством уважението, което Мехмед II питаел към своята мащеха, Каломария е могла да се сдобие с изключително ценни предмети след разграбването на Новия Рим. В подкрепа на дарението на иконата от Мария говори съобщението на Франц Бабингер непосредствено от преди войната на Османската империя с Венецианската република (1479), според което Мара и нейната сестра Катерина Бранкович предлагат да посредничат на Венеция за откупването на християнските реликви, намиращи се в ръцете на турците, сред които се е намирала и туниката на Христос.

## Аналози
Подобни известни образци като иконата на Света Богородица с реликварий с мощи на светци, освен съхраняваната в Рилския манастир, има само още три по света:
1. В манастира „Свето Преображение“ в Метеора – дар от ктиторката Мария Ангелина Дукина Палеологина, дъщеря на Симеон Урош Палеолог и съпруга на Тома Прелюбович;
2. Портативна икона от ктиторката Анастасия Романовна, съпруга на Иван Грозни – от 16 век в Руското царство, съхранява се в Ермитажа;
3. Икона специална поръчка за Барбу Крайовеску, велик бан на Крайова в Олтения по времето на влашкия владетел Нягое I Басараб (1512 – 1521), която се съхранява в Националния музей на изкуствата в Букурещ. Влашкият владетел е женен за деспина Милица и започва изграждането на Куртя де Арджеш; [1]